# Gianluigi Lentini
Gianluigi Lentini (Carmagnola, 27 marzo 1969) è un ex calciatore italiano, di ruolo centrocampista.
Nella sua carriera ha disputato quattro finali europee, tre col Milan  e una col Torino.

## Biografia
È nato all'ospedale San Lorenzo di Carmagnola da genitori di origine palermitana residenti a Villastellone, località nella quale cresce.

## Carriera

### Giocatore

#### Torino
Viene selezionato dai tecnici del settore giovanile del Torino durante un provino nel 1979 e percorre l’intera trafila sino alla formazione Primavera, all’epoca particolarmente prolifica, allenata da Sergio Vatta.
Messosi in evidenza per le non comuni doti tecnico-atletiche e per una spiccata propensione al dribbling, l’allenatore granata Radice lo fa esordire in prima squadra, in Serie A, ad appena 17 anni, il 23 novembre 1986 (Brescia-Torino 2-0). Nelle sue prime due stagioni da professionista, Lentini colleziona 32 presenze fra campionato e Coppa Italia.

#### Ancona, primo ritorno al Torino

Lentini (in piedi, primo da sinistra) nel Torino nella stagione 1991-1992, finalista di Coppa UEFA.

Nell'estate 1988 il Torino decide di cederlo in prestito all’Ancona, in Serie B, affinché maturi la necessaria esperienza. Nelle Marche disputa un ottimo campionato – accumulando 37 presenze e 4 reti – e dimostra doti di leadership oltre a un'evidente crescita sotto il profilo fisico.
A 20 anni fa così rientro al Torino, che nel frattempo è stato acquisito da Gian Mauro Borsano dopo la sopravvenuta retrocessione in Serie B; qui Lentini offre un apporto determinante per la vittoria del campionato e il ritorno nella massima categoria. L'anno seguente il calciatore impressiona tutti con la sua prima stagione da titolare in Serie A (34 presenze e 5 reti), guadagnandosi anche la maglia della Nazionale allenata da Azeglio Vicini.
Con Emiliano Mondonico in panchina e Lentini in campo, i granata conquistano un sorprendente quinto posto nella stagione 1990-91 oltre alla vittoria della Mitropa Cup; segue un terzo posto nella stagione 1991-92, questa coronata dalla finale di Coppa UEFA persa contro l'Ajax per la regola dei gol in trasferta (2-2 a Torino 0-0 ad Amsterdam).
Al termine del campionato 1991-92, la situazione finanziaria dei granata è però al collasso. La mancata vittoria europea, lo scandalo di Tangentopoli che colpisce anche Borsano e le onerose campagne acquisti del biennio precedente – effettuate senza adeguate coperture finanziarie – impongono alcune cessioni illustri, tra cui quella di Lentini, diventato nel frattempo simbolo della tifoseria granata.
Il 30 giugno 1992 il calciatore firma per il Milan per la cifra – all'epoca considerata spropositata – di 18,5 miliardi di lire, scatenando di riflesso la rivolta degli ultras torinisti, sfociata in violente proteste e tafferugli di piazza, verso il presidente Borsano; non viene risparmiato nemmeno Lentini, costretto a uscire di nascosto dalla sede dell'ANSA dove venne intervistato, sotto una pioggia di monetine lanciate dai tifosi che a posteriori anticiperà di un anno quella ben più nota "caduta" su Bettino Craxi.

#### Milan

Lentini in azione al Milan nella stagione 1992-1993

Firmata l'acquisizione da record – in relazione alla quale vi saranno poi indagini giudiziarie per il presunto pagamento di altri 10 miliardi fuori bilancio –, il presidente Silvio Berlusconi mette il calciatore a disposizione del tecnico Fabio Capello; in maglia rossonera Lentini ottiene un ingaggio annuo netto di 4 miliardi di lire.
Con 30 partite e 7 gol (tra cui una bella rovesciata sul campo del Pescara e una doppietta alla Sampdoria), pur non brillando e venendo criticato per la propria mondana vita extra-calcistica, si afferma fra i titolari dello schieramento milanista e viene impiegato dall'inizio anche nella finale di UEFA Champions League di Monaco di Baviera, perduta contro l'Olympique Marsiglia. Al termine della stagione vince per la prima volta lo scudetto.
Nella notte del 2 agosto 1993, al rientro dopo aver preso parte al torneo organizzato per il centenario del Genoa, è coinvolto in un grave incidente automobilistico lungo l'Autostrada Torino-Piacenza: lo schianto avviene perché, avendo sostituito una gomma forata con il "ruotino", mantiene una velocità troppo elevata e perde il controllo dell'auto, schiantandosi a quasi 200 km/h. Si salva miracolosamente dopo due giorni di coma, ma avendo battuto fortemente il capo le conseguenze a livello neurologico sono gravi; Lentini ha iniziali difficoltà a parlare fluentemente e i riflessi diventano più lenti. Questo rallentò decisamente il suo rientro agonistico e ci volle del tempo perché riacquistasse potenza e velocità nella corsa.
Torna in campo verso la fine della stagione 1993-1994, in cui colleziona 10 presenze in totale e vince per la prima volta la UEFA Champions League da spettatore della finale Milan-Barcellona (4-0). Non avendo mai raggiunto un adeguato stato di forma, non viene convocato in nazionale da Arrigo Sacchi per il campionato del mondo del 1994.
L'anno seguente Lentini fatica a ritrovare la maglia da titolare nel Milan, ma sul finire della stagione torna a giocare con costanza. Nelle 7 partite di campionato che precedono la finale di UEFA Champions League va a segno per 5 volte. Contro gli olandesi dell'Ajax, perciò, ci si aspetta, lui per primo, che venga schierato tra i titolari, anche perché il Milan è già costretto a rinunciare a Savićević per infortunio. L'allenatore Fabio Capello lo lascia, tuttavia, in panchina e lo fa entrare a soli cinque minuti dalla fine della partita (pochi istanti prima della rete di Patrick Kluivert che consegna la vittoria ai lancieri). La delusione è tale che il giocatore perde voglia e stimoli, arrivando a dichiarare successivamente: "Quella sera è finita la mia carriera". Nel 1995-1996, non più brillante come prima dell'incidente e in dissidio con l'allenatore, colleziona solo 9 presenze in campionato.
Conclude la sua esperienza in rossonero con 63 presenze e 13 reti in campionato, avendo conquistato 3 Scudetti, 1 Champions League, 3 Supercoppe italiane e 1 Supercoppa Europea.

#### Atalanta, secondo ritorno al Torino

Lentini (a destra), capitano del Torino, nei convenevoli pregara col corrispettivo perugino Marco Materazzi (a sinistra) e l'arbitro Graziano Cesari (al centro), in occasione dello spareggio-promozione fra le quarte classificate del campionato di Serie B 1997-1998.

Nell'estate del 1996 passa all'Atalanta e, ritrovato Emiliano Mondonico come tecnico, si mette in evidenza con una discreta forma fisica, realizzando 4 gol in 31 partite e contribuendo al buon campionato della squadra orobica (che vede in rosa, tra gli altri, Filippo Inzaghi e Domenico Morfeo). La stagione si rivela particolarmente favorevole a Lentini, che ritrova perfino la convocazione in Nazionale in occasione di un'amichevole con la Bosnia ed Erzegovina.
L'anno dopo torna al Torino, nel frattempo sceso nuovamente in Serie B e desideroso di costruire una formazione ambiziosa, che possa garantirgli nuovamente la risalita nel massimo campionato. Lentini è titolare nel tridente di mister Reja e il 27 settembre 1997 torna al gol in granata dopo cinque anni, nella vittoria interna per 2-1 contro il Genoa. L'esterno gioca con continuità (34 presenze e 3 reti), ma non riesce a consegnare la promozione ai suoi, fermati dal Perugia nello spareggio di Reggio Emilia.
Nella stagione 1998-1999 il Toro, alla terza stagione consecutiva lontano dal massimo campionato, si affida nuovamente al suo mentore Mondonico, che Lentini ritrova per la terza volta in carriera. Al termine di una proficua stagione giocata da spalla del capocannoniere Ferrante, il 6 giugno 1999 Lentini va a segno sul campo della Fidelis Andria, contribuendo alla vittoria esterna per 4-1 che garantisce ai granata la matematica certezza del ritorno in Serie A.
Nel 1999-2000, gioca infine la sua ultima stagione in Serie A, collezionando 24 presenze in campionato senza riuscire a evitare la nuova retrocessione dei granata. Conclude la sua esperienza al Torino con 249 partite e 31 reti complessive.

#### Cosenza, ultimi anni
Nel gennaio del 2001 passa al Cosenza allenato da Bortolo Mutti con cui sfiora subito la promozione in Serie A persa nella parte finale della stagione. La stagione successiva è allenato da Luigi De Rosa, con cui conquista una salvezza. Nel 2003 il Cosenza subisce la retrocessione d'ufficio dalla Serie B alla Serie D; della compagine silana diventa il capitano, sia in Serie B, sia nei Dilettanti. Con il Cosenza in quattro stagioni mette a segno 9 reti in 84 gettoni di presenza.
Nel 2004 si trasferisce al Canelli, società piemontese militante in Eccellenza e l'anno dopo (2005-2006) i biancoazzurri ottengono la promozione in Serie D, grazie anche al contributo di Lentini che firma 19 reti in 29 presenze. La stagione seguente, nella categoria superiore appena raggiunta, l'esterno realizza 12 gol in 25 partite, non sufficienti però a evitare l'immediato ritorno del Canelli in Eccellenza dopo i play-out persi contro il Vado.
Dopo il grave incidente d'auto del 1993, in cui rischiò la vita, è protagonista di un nuovo incidente, questa volta meno grave: il 6 settembre 2006, a bordo del suo scooter, si scontra con un'auto nel tragitto verso il campo d'allenamento; nella caduta si lesiona il tendine di un ginocchio, ed è costretto a operarsi.
Rinnova il contratto con il Canelli anche per la successiva stagione di Eccellenza. Dalla stagione 2008-2009 indossa per un campionato e mezzo la maglia rossoblu della Saviglianese squadra che milita in Promozione piemontese e nel dicembre 2009 passa alla Nicese, esordendo in maglia giallorossa con una rete. Infine, nel campionato 2011-2012 torna nella sua città natale Carmagnola e viene tesserato dalla squadra locale che milita nel campionato di Promozione Piemonte-Valle d'Aosta.
A fine stagione si ritira.

#### Nazionale
Ha vestito per 13 volte la maglia della nazionale maggiore. Ha esordito in azzurro il 13 febbraio 1991 a Terni nell'amichevole Italia-Belgio (0-0), quando vestiva ancora la maglia del Torino. Ha collezionato anche 2 presenze con l'Under-21 esordendo il 29 novembre 1989.

### Dopo il ritiro
Al termine della sua carriera ha scelto di lasciare il mondo del calcio ed è tornato a vivere a Carmagnola. Ha contestualmente intrapreso l'attività di imprenditore gestendo un ristorante con biliardo, sua grande passione, e avviando un'azienda agricola incentrata sulla produzione di miele e prodotti affini.
Una volta lasciata tale azienda per dissidi coi soci, da allora opera nello scouting in Piemonte per il Monza di Adriano Galliani, già suo dirigente negli anni al Milan.

## Statistiche

### Presenze e reti nei club
| Stagione            | Squadra             | Campionato          | Campionato | Campionato |
| Stagione            | Squadra             | Comp                | Pres       | Reti       |
| ------------------- | ------------------- | ------------------- | ---------- | ---------- |
| 1986-1987           | Torino              | A                   | 11         | 0          |
| 1987-1988           | Torino              | A                   | 11         | 0          |
| 1988-1989           | Ancona              | B                   | 37         | 4          |
| 1989-1990           | Torino              | B                   | 22         | 6          |
| 1990-1991           | Torino              | A                   | 34         | 5          |
| 1991-1992           | Torino              | A                   | 33         | 5          |
| 1992-1993           | Milan               | A                   | 30         | 7          |
| 1993-1994           | Milan               | A                   | 7          | 0          |
| 1994-1995           | Milan               | A                   | 17         | 5          |
| 1995-1996           | Milan               | A                   | 9          | 1          |
| Totale Milan        | Totale Milan        | Totale Milan        | 63         | 13         |
| 1996-1997           | Atalanta            | A                   | 31         | 4          |
| 1997-1998           | Torino              | B                   | 34         | 3          |
| 1998-1999           | Torino              | B                   | 35         | 3          |
| 1999-2000           | Torino              | A                   | 24         | 0          |
| Totale Torino       | Totale Torino       | Totale Torino       | 204        | 22         |
| 2000-2001           | Cosenza             | B                   | 11         | 1          |
| 2001-2002           | Cosenza             | B                   | 26         | 1          |
| 2002-2003           | Cosenza             | B                   | 33         | 4          |
| 2003-2004           | Cosenza             | D                   | 14         | 3          |
| Totale Cosenza      | Totale Cosenza      | Totale Cosenza      | 84         | 9          |
| 2004-2005           | Canelli             | Ecc.                | 20         | 6          |
| 2005-2006           | Canelli             | Ecc.                | 29         | 19         |
| 2006-2007           | Canelli             | D                   | 25         | 12         |
| 2007-2008           | Canelli             | Ecc.                | 29         | 12         |
| Totale Canelli      | Totale Canelli      | Totale Canelli      | 103        | 49         |
| 2008-2009           | Saviglianese        | Prom.               | 26         | 15         |
| 2009-2010           | Saviglianese        | Ecc.                | 4          | 0          |
| Totale Saviglianese | Totale Saviglianese | Totale Saviglianese | 30         | 15         |
| 2009-2010           | Nicese              | Ecc.                | 8          | 2          |
| 2010-2011           | Nicese              | Prom.               | ?          | ?          |
| Totale Nicese       | Totale Nicese       | Totale Nicese       | 8+         | 2+         |
| 2011-2012           | Carmagnola          | Prom.               | ?          | ?          |
| Totale carriera     | Totale carriera     | Totale carriera     | 560+       | 118+       |

### Cronologia presenze e reti in nazionale
| Cronologia completa delle presenze e delle reti in nazionale ― Italia | Cronologia completa delle presenze e delle reti in nazionale ― Italia | Cronologia completa delle presenze e delle reti in nazionale ― Italia | Cronologia completa delle presenze e delle reti in nazionale ― Italia | Cronologia completa delle presenze e delle reti in nazionale ― Italia | Cronologia completa delle presenze e delle reti in nazionale ― Italia | Cronologia completa delle presenze e delle reti in nazionale ― Italia | Cronologia completa delle presenze e delle reti in nazionale ― Italia |
| Data                                                                  | Città                                                                 | In casa                                                               | Risultato                                                             | Ospiti                                                                | Competizione                                                          | Reti                                                                  | Note                                                                  |
| --------------------------------------------------------------------- | --------------------------------------------------------------------- | --------------------------------------------------------------------- | --------------------------------------------------------------------- | --------------------------------------------------------------------- | --------------------------------------------------------------------- | --------------------------------------------------------------------- | --------------------------------------------------------------------- |
| 13-2-1991                                                             | Terni                                                                 | Italia                                                                | 0 – 0                                                                 | Belgio                                                                | Amichevole                                                            | -                                                                     | 67’                                                                   |
| 12-6-1991                                                             | Malmö                                                                 | Danimarca                                                             | 0 – 2 dts                                                             | Italia                                                                | Torneo Scania 100 - Semifinale                                        | -                                                                     |                                                                       |
| 16-6-1991                                                             | Stoccolma                                                             | Italia                                                                | 1 – 1 dts (3 – 2 dtr)                                                 | Unione Sovietica                                                      | Torneo Scania 100 - Finale                                            | -                                                                     |                                                                       |
| 12-10-1991                                                            | Mosca                                                                 | Unione Sovietica                                                      | 0 – 0                                                                 | Italia                                                                | Qual. Euro 1992                                                       | -                                                                     | 58’                                                                   |
| 19-2-1992                                                             | Cesena                                                                | Italia                                                                | 4 – 0                                                                 | San Marino                                                            | Amichevole                                                            | -                                                                     | 46’                                                                   |
| 25-3-1992                                                             | Torino                                                                | Italia                                                                | 1 – 0                                                                 | Germania                                                              | Amichevole                                                            | -                                                                     | 61’                                                                   |
| 9-9-1992                                                              | Eindhoven                                                             | Paesi Bassi                                                           | 2 – 3                                                                 | Italia                                                                | Amichevole                                                            | -                                                                     | 90’                                                                   |
| 14-10-1992                                                            | Cagliari                                                              | Italia                                                                | 2 – 2                                                                 | Svizzera                                                              | Qual. Mondiali 1994                                                   | -                                                                     |                                                                       |
| 18-11-1992                                                            | Glasgow                                                               | Scozia                                                                | 0 – 0                                                                 | Italia                                                                | Qual. Mondiali 1994                                                   | -                                                                     |                                                                       |
| 20-1-1993                                                             | Firenze                                                               | Italia                                                                | 2 – 0                                                                 | Messico                                                               | Amichevole                                                            | -                                                                     | 74’                                                                   |
| 24-2-1993                                                             | Porto                                                                 | Portogallo                                                            | 1 – 3                                                                 | Italia                                                                | Qual. Mondiali 1994                                                   | -                                                                     | 27’                                                                   |
| 1-5-1993                                                              | Berna                                                                 | Svizzera                                                              | 1 – 0                                                                 | Italia                                                                | Qual. Mondiali 1994                                                   | -                                                                     | 64’                                                                   |
| 6-11-1996                                                             | Sarajevo                                                              | Bosnia ed Erzegovina                                                  | 2 – 1                                                                 | Italia                                                                | Amichevole                                                            | -                                                                     | 46’                                                                   |
| Totale                                                                |                                                                       | Presenze                                                              | 13                                                                    |                                                                       | Reti                                                                  | 0                                                                     |                                                                       |

## Palmarès

### Club

#### Competizioni giovanili
- Campionato Primavera: 1

Torino: 1987-1988
- Torneo di Viareggio: 1

Torino: 1987

#### Competizioni regionali
- Eccellenza: 1

Canelli: 2005-2006 (girone A piemontese-valdostano)

#### Competizioni nazionali
- Campionato italiano di Serie B: 1

Torino: 1989-1990
- Supercoppa italiana: 3

Milan: 1992, 1993, 1994
- Campionato italiano: 3

Milan: 1992-1993, 1993-1994, 1995-1996

#### Competizioni internazionali
- Coppa Mitropa: 1

Torino: 1991
- UEFA Champions League: 1

Milan: 1993-1994
- Supercoppa UEFA: 1

Milan: 1994